# Pipistrel Taurus
El Pipistrel Taurus es un planeador biplaza fabricado en Eslovenia por el fabricante aeronáutico Pipistrel. Se caracteriza por que los puestos de pilotaje están dispuestos de lado a lado en lugar de en tándem, como suele ser habitual.

## Desarrollo
Ha sido desarrollado por Pipistrel como un planeador autopropulsado, incluyendo en su diseño las alas empleados en el Pipistrel Sinus con un fuselaje biplaza con asientos dispuestos de lado a lado. Para que el Taurus pueda despegar de manera autónoma, dispone de una hélice desplegable montada en la parte trasera del fuselaje, impulsada por un motor a pistón Rotax 503. En el año 2007 la compañía desarrolló la variante Taurus Electro en la que el motor de pistón se reemplazó por un motor eléctrico.

## Variantes
Taurus 503
Variante equipada con motor Rotax 503.
Taurus Electro
Variante con un motor eléctrico Sinedon de 40 caballos (30 kW).
Taurus PUREGLIDER
Variante carente de motor.
Taurus Electro G2
Variante presentada en el año 2011 equipada con un motor eléctrico y baterías de litio, que permite una autonomía de funcionamiento de 17 minutos, tiempo necesario para poder alcanzar una altura de 2000 m (6500 ft).
Taurus G4
Versión de doble fuselaje y cuatro plazas, basado en el Taurus Electro.